# 伊藤一朗
伊藤一朗（1967年11月10日—）為日本結他手、作曲家。於横浜高等學校畢業。
擔任Every Little Thing的結他手、作曲、編曲角色。血型屬A型，喜愛的食物是桃。暱稱是。另外，他有一個姐姐。

## 人物
- 大學時代曾與五十嵐充（日语：五十嵐充）組成樂隊，曾為横須賀工作室工作。其後受到五十嵐邀請加入五十嵐和持田組成的Every Little Thing，成為組中的結他手。
- 加入初期不怎受到注目，不過近年在電視音樂節目『歌番』的活躍表現，支持者的層面開始有所增加。
- 他是吸煙者，曾在日本電視TBS音樂節目『歌番』挑戰戒煙，不過最後還是失敗。
- 他在音樂節目『歌番』公開自己是釈由美子的仰慕者，他也表示曾在2008年的情人節從釈由美子收到義理巧克力。
- 表示享受在現場表演時流汗，但卻討厭於運動時流汗。
- 是電影星球大戰的超級影迷，據說他的家擁有非常多的星球大戰手板模型。
- 大學時同校生有原橫濱灣星成員相川英明。
- 出生在横須賀市，由於接近美軍基地，小時開始便常常接觸英語。曾說過想成為美國人。
- 據說他十分討厭唱歌。

## 樂曲
- 在一些專輯中，也有收錄由自己作曲的結他音樂。
- 在Every Little Thing的第6張專輯『commonplace』中，收錄了至今伊藤唯一作曲作詞的歌曲「Sleepy time dog」。

## 結他
- 擁有50至60支結他。
- 常常以輕鬆的臉容彈結他，結他技術非常了得。
- 加入樂隊初期曾使用Ibanez的RG550、540S等型號的結他。後期改用Killer結他。
- 現在主要使用Killer「KG-FIDES、KG-SCARY」型號的電結他，木結他則使用TAKAMINE和Taylor，不過最近似乎多用Taylor的木結他。

## 相關項目
- Every Little Thing
- 持田香織
- 五十嵐充（日语：五十嵐充）

## 外部連結
- EveryLittleThingオフィシャルサイト （页面存档备份，存于）
- Ichiro Ito Sound System(CustomAudioJapan) （页面存档备份，存于）
- Killer Guitars （页面存档备份，存于）